# サマッケヌプリ
サマッケヌプリは、北海道の川上郡弟子屈町と網走郡津別町の2町にまたがる標高897.8mの山である。山頂には一等三角点「様毛山」が設置されている。

## 概要
屈斜路湖を囲む屈斜路カルデラの外輪山の山である。
山名はアイヌ語の「サマッケ・ヌプリ（横になっている・山）」が由来である。西隣に釧路市と津別町にまたがるポンサマッケヌプリ（931.1m）があり、「ポン」はアイヌ語で「小さい」を意味するが、標高はポンサマッケヌプリの方が高い。中標津町にはほぼ同名のサマッケヌプリ山がある。

## 登山
登山道はないため残雪期にコトニヌプリ・オサッペヌプリと併せて登られることが多い。サマッケヌプリを含めたこの3山は弟子屈町側は急斜面が多いため津別町側から登られることが多い。